# Aconitum teppneri
Aconitum teppneri är en ranunkelväxtart. Aconitum teppneri ingår i släktet stormhattar, och familjen ranunkelväxter.

## Underarter
Arten delas in i följande underarter:
- A. t. goetzii
- A. t. haderlappii
- A. t. kerneri
- A. t. teppneri